# Dalmore
The Dalmore er et destilleri i Skotland som fremstiller whisky. Dalmore er beliggende i regionen Highlands
Destilleriet blev grundlagt i 1839.
57°41′18″N 4°14′22″V / 57.6884°N 4.2395°V